# 윤정
윤정(1963년 11월 4일 ~ )은 대한민국의 모델 겸 배우이다.

## 출연작

### 드라마
- SBS 드라마 스페셜 《부탁해요 캡틴》 (2012년) - 최민숙 역

### 영화
- 《써니》 (2011년) - 수지 역

### 예능 진행
- SBS 《독점! 연예정보》 (1991년 ~ 1994년)

### 예능 패널
- MBN 《속풀이쇼 동치미》 (2016년 ~)
- KBS2 《1대 100》 (2016년)

### CF
- 한국네슬레 테이스터스초이스
- LG생활건강 아르드포그린
- LG생활건강 링클케어
- LG생활건강 캐릭터화인
- LG생활건강 드봉 뜨레아
- 롯데제과 업그레이드몽쉘
- 만도기계 위니아에어컨
- 블루힐백화점
- 종갓집 김치
- 동국제약 훼라민Q
- 애경산업 울샴푸
- 한국야쿠르트 뿌요
- GM대우 르망
- 에스콰이아
- 부산백화점
- CJ제일제당 햇반
- 제너시스 비비큐치킨
- 모닝웰 감자샐러드고기말이
- SK VIEW
- 피어리스 엑시몬
- 서울우유 디아망